# Manuel Roffo
Manuel Roffo, né le 4 avril 2000 à Venado Tuerto en Argentine, est un footballeur argentin qui évolue actuellement au poste de gardien de but à l'Instituto Córdoba.

## Biographie

### En club
Né à Venado Tuerto en Argentine, Manuel Roffo est un pur produit du centre de formation de Boca Juniors, qu'il rejoint en 2012. Ses performances avec les équipes de jeunes de Boca et d'Argentine attirent l’œil de plusieurs clubs européens, dont le FC Barcelone en 2017.
Roffo ne fait finalement aucune apparition en professionnel avec Boca et le 26 mars 2021 il rejoint librement le CA Tigre.
En janvier 2023, Manuel Roffo rejoint l'Instituto Córdoba. Le transfert est annoncé dès le 20 décembre 2022, et il signe un contrat courant jusqu'en décembre 2024.
Il joue son premier match pour le club le 20 mai 2023, lors d'une rencontre de championnat face à San Lorenzo. Il entre en jeu à la place de Sebastián Corda (en) à la suite de l'expulsion de Jorge Carranza (en), le gardien titulaire, et son équipe est battue par deux buts à zéro.

### En sélection
Avec l'équipe d'Argentine des moins de 17 ans, il participe au championnat sud-américain des moins de 17 ans en début d'année 2017. Lors de cette compétition, il joue quatre matchs, avec pour résultats une seule victoire et trois défaites. Roffo officie comme capitaine contre le Pérou et le Brésil.
Quelques mois plus tard, avec l'équipe d'Argentine des moins de 20 ans, il dispute la Coupe du monde des moins de 20 ans 2017, organisée en Corée du Sud. Lors de ce mondial, il officie comme gardien remplaçant et ne joue aucun match. Le bilan de l'Argentine dans cette compétition s'élève à une seule victoire et deux défaites.
Par la suite, il participe au championnat sud-américain des moins de 20 ans en début d'année 2019. Lors de cette compétition, il joue l'intégralité des matchs de son équipe en tant que titulaire. Avec un total de cinq victoires, un nul et trois défaites, les Argentins se classent deuxième de ce tournoi.
Roffo est à nouveau le gardien titulaire de la sélection des moins de 20 ans pour participer à la Coupe du monde des moins de 20 ans en 2019, qui se déroule en Pologne. Lors de ce mondial, il joue quatre matchs. Les Argentins se hissent jusqu'en huitièmes de finale, en étant vaincus aux tirs au but par le Mali.

## Palmarès
- Deuxième du championnat de la CONMEBOL en 2019 avec l'équipe d'Argentine des moins de 20 ans.